# كينتا ايزومي
كينتا ايزومي هو أمين سر وسياسي ياباني، ولد في 29 يوليو 1974 بسابورو في اليابان. حزبياً، نشط في الحزب الديمقراطي الياباني. في الانتخابات العامة اليابانية 2017، انتخب عضو مجلس النواب من اليابان عن دائرة Kyoto 3rd district ‏ وقد انضم خلال فترته النيابية ‏ (22 أكتوبر 2017 – )  للكتلة البرلمانية Kibō no Tō ‏ وانتخب عضو مجلس النواب من اليابان عن دائرة Kyoto 3rd district ‏.

## وصلات خارجية
- الموقع الرسمي